# Didier Pironi
Didier Pironi (n. 26 martie 1952, Villecresnes, Seine-et-Oise, Franța – d. 23 august 1987, Insula Wight, Anglia, Regatul Unit) a fost un pilot francez de Formula 1.
1. 1 2 3  Fichier des personnes décédées mirror, accesat în 8 iunie 2021
2. 1 2  „Didier Pironi”, Gemeinsame Normdatei, accesat în 27 aprilie 2014
3. 1 2 3  Autoritatea BnF, accesat în 10 octombrie 2015
4. 1 2  Didier Pironi, Roglo
5. ↑  „Didier Pironi”, Gemeinsame Normdatei, accesat în 11 decembrie 2014